# Laguna de Lobos
La Laguna de Lobos  es una laguna natural ubicada en la provincia de Buenos Aires, Argentina, a 15 km de la ciudad de Lobos y a 115 km de la ciudad de Buenos Aires. Es el principal atractivo turístico de la zona. Su acceso se halla en la Ruta Nacional 205 km 111,5; luego, a la izquierda, por camino pavimentado de 4 km para poder llegar al espejo de agua. En la margen norte se encuentra la localidad de Villa Loguercio.
La laguna tiene 800 ha, y se transforma en un lugar ideal para la práctica de actividades acuáticas. Al estar ubicada en una zona de abundante vegetación, se pueden apreciar una gran variedad de aves silvestres. La fauna ictícola compuesta por pejerreyes, carpas, dientudos, tarariras, bogas, lisas, bagres y mojarras permiten inolvidables jornadas para el aficionado a la pesca.
Es un gran humedal, y en él conviven diversas especies de animales y plantas: mamíferos como las coipos (Myocastor coypus) y zorros pampeanos (Licalopex gymnocercus); peces como pejerreyes (Odontesthes bonariensis) y bagres (Rhamdia quelen) ; aves como el biguá (Phalacrocorax olivaceus) y los patos sirirí pampa (Dendrocygna viduata), y reptiles como los lagartos overos (Salvator merinae), entre otras. En su flora, se destaca el junco (Schoenoplectus californicus), que sirve como protector de la costa y lugar de nidificación de aves, depósito de huevas de peces y refugio de mamíferos.

## Historia del nombre

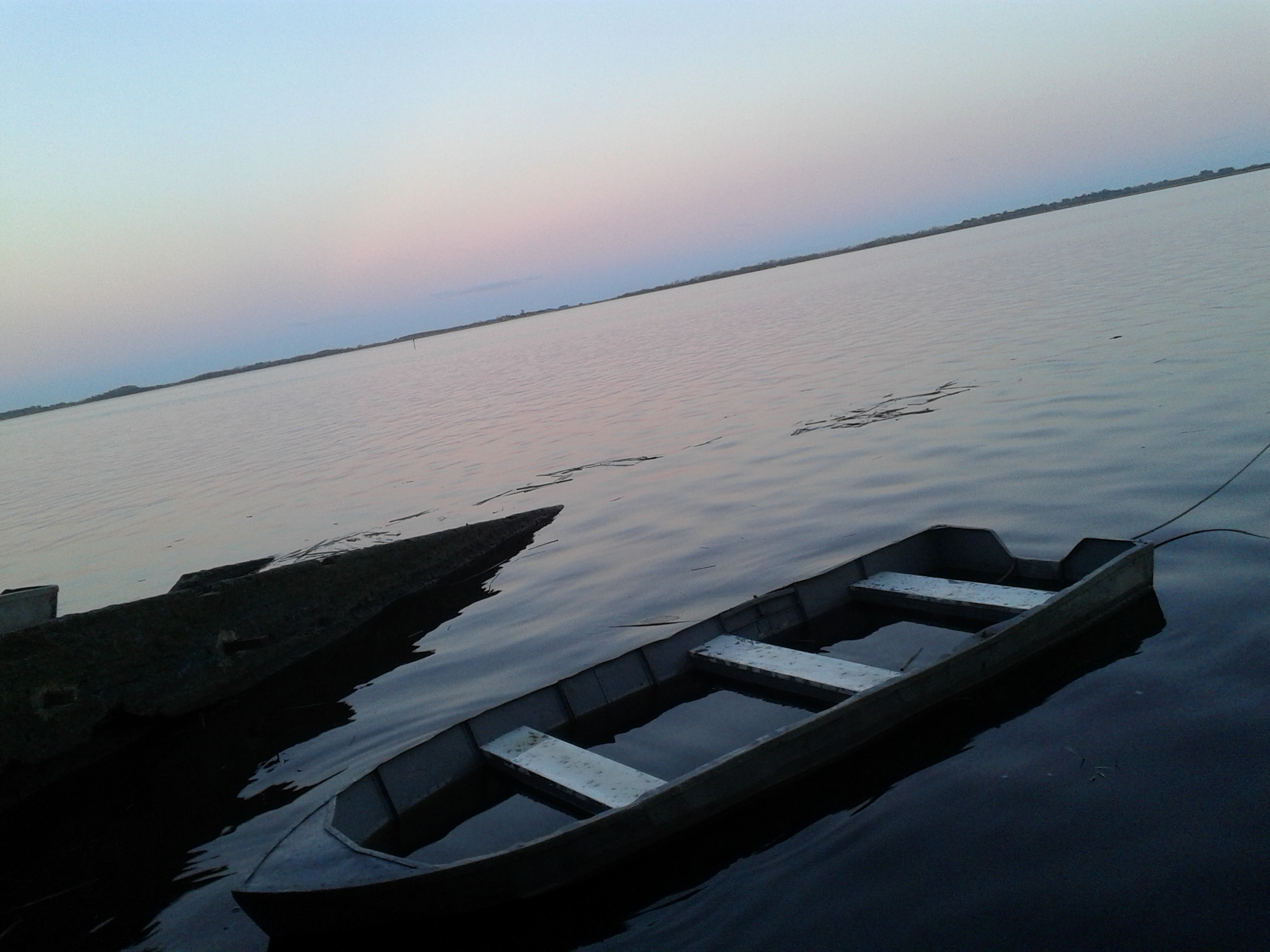
Donde la naturaleza te invita a descansar y a disfrutar de ella

- Donde la naturaleza te invita a descansar y a disfrutar de ellaEstas tierras fueron habitadas por los Querandíes o también conocidos como Pampas. Eran nómades, cazadores- recolectores y pescadores. De la laguna, usaban el barro para la elaboración de vasijas y morteros; de las nutrias, el cuero para vestirse. Vecinos han hallado restos de vasijas elaboradas por los pampas.
- 1740 es explorado el centro y sur de lo que sería la provincia de Buenos Aires por la Primera Misión Jesuítica. Integraba esta misión el Rvdo. Padre Faulkner quien tenía a su cargo reunir toda la información sobre el lugar. Es quien realiza el primer plano hidrográfico, de flora y fauna de la Prov. de Buenos Aires y la Patagonia, donde aparece el nombre “L. Lobos”, en alusión a la Laguna.
- 1772, basándose en sus escritos se confecciona en Londres, la primera carta relativa a esta zona, inscribiéndose en el mismo y al pie de la laguna "L. Lobos". El espejo de agua estaba poblado por numerosas nutrias. En aquellos tiempos eran conocidas con la denominación de Lobos de agua o de río, por lo que se deduce que la Laguna pudo haber tomado su nombre de esta referencia realizada por la Misión en 1740. El acta del Cabildo de Buenos Aires, 17 de marzo de 1752 documenta la primera vez con que se denomina "de Los Lobos" a la laguna cuyo nombre dio origen al del Fortín de San Pedro de Los Lobos, construido en 1779, a orillas de la misma, en la segunda avanzada contra el indio, organizada por el Virrey Vertiz. La única referencia cartográfica con que se cuenta sobre la ubicación del Fortín es el Plano de 1822, en el viaje de la Comisión al Sud, por el oficial Ing. ayudante de Artillería José María Reyes: muestra la Laguna y entre dos cursos de agua se señala la existencia del Fortín ya destruido.
- 1802, se produce la Fundación del Pueblo San Salvador de los Lobos, por parte de José Salgado y Pascuala Rivas, oriundos de España, que reciben tierras al norte del Fortín, que ya se encontraba abandonado. Según cuenta la historia, los fundadores prometen a la Virgen del Carmen, fundar un pueblo bajo su patronazgo.
- 1942-1952 Se inicia la actividad de pesca deportiva,  creándose la primera institución a orillas de la laguna.  En la misma época, comienza el parcelamiento de los terrenos ubicados entre la costa y las vías del FFCC, llamándose “Villa Logüercio”. El nombre proviene de su último propietario, el Dr. Vicente Logüercio.
- 1956. Abre sus puertas la “Hostería El Pescador”, primer alojamiento turístico en la Laguna de Lobos, propiedad del Sr. Morandi.

## Actividades
- Principal actividad es la pesca, recomendándose la embarcada, su fauna ictícola es de pejerrey en gran mayoría, dentudos, tarariras, bogas, bagres, carpas y mojarras.
- Kitesurf, Windsurf, remo, canotaje, esquí, motonáutica (de diciembre a marzo). La Laguna cuenta con equipamiento con todas las instalaciones necesarias para camping y/o alojarse en carpas, casillas, habitaciones búngalos, hosterías. Los camping ofrecen variedad de servicios: canchas de fútbol, vóley, alquiler de botes, motores, muelle, bajada de embarcaciones, proveeduría, restaurante, sanitarios con duchas y agua caliente, juegos para niños, alquiler de bicicletas de agua, alquiler de parcelas para acampar, alquiler de carpas y casillas, alquiler de quincho.

## Fiestas
Todos los diciembre desde 1988 se celebra la Fiesta del Pescador Deportivo, declarada de interés Municipal, Provincial y Nacional en la que se realizan distintas actividades acuáticas, culminando con la elección de la Reina del Pescador Deportivo y un show musical, sobre un escenario acuático. Esta fiesta se realiza en el Club de Pesca Lobos, el cual fue fundado en 1945. 
La Laguna cuenta con sus propias embarcaciones e instalaciones adecuadas para cocinar, además posee un muelle de 150 m de largo.
Bajo su espesa arboleda se encuentra la estación Hidrobiológica que se encarga de la cría y siembra de aproximadamente 50 000 alevinos anuales lo cual ha permitido mantener a través de los años el atractivo turístico fundamental de la Laguna: "La Pesca del Pejerrey".
Sobre el margen Noroeste, se encuentra "Villa Loguercio", en la que residen cerca de 400 habitantes estables y alrededor de 2000 temporarios que se alojan en numerosas casas de fin de semana.
A fin de preservar la biodiversidad y la tranquilidad características del lugar, un mayoritario grupo de vecinos presentó a las Autoridades Municipales un petitorio firmado solicitando se declare Área Protegida a la zona de la "Boca" de la Laguna y alrededores. Cabe destacar que la Laguna de Lobos, a diferencia de otras lagunas de Sud América, está inventariada como Humedal de Latinoamérica. Su categorización como humedal responde a que sus ambientes son importantes para numerosas especies de aves acuáticas que residen o visitan dicho cuerpo de agua a lo largo del año. La conservación de este ambiente acuático y sus ambientes relacionados se sumarían a los esfuerzos de conservación de la biodiversidad de la cuenca del Salado.
Villa Loguercio fue fundada el 15 de junio de 1953, para más información se puede visitar el sitio www.lagunalobos.com.ar 